# Cecotrof
Cecotrof, oftast utskrivet i plural cecotrofer, är en specifik form av mjuk avföring som produceras i blindtarmen (caecum) hos vissa djur. Denna mjuka avföring konsumerar djuren för att utvinna extra näringsämnen. Detta beteende kategoriseras som en form av koprofagi och kallas cecotrofi.
Cecotrofer består av tuggat växtmaterial som ansamlas i blindtarmen där det finns stora mängder bakterier som hjälper till att spjälka cellulosa, men även producerar B-vitaminer. Efter att ha defekerat, sväljer djuret åter den mjuka cecotrofen hel som då spjälkas i en speciell del av magen. Denna process tillåter djuret att få i sig all näring som annars hade gått förlorad, men ger även djuret näringsämnen som skapats av dess egen mikrobiotiska aktivitet. Denna process fyller samma funktion som idissling hos vissa djur.
Cecotrofer produceras och konsumeras av arter inom gruppen Lagomorpha, det vill säga harar, kaniner och pipharar. Även vissa hamstrar, marsvin, chinchillor och kalråttor äter sina cecotrofer på ett liknande sätt såväl som vanlig pungekorre (Pseudocheirus peregrinus), eventuellt även dess släkting Pseudochirops cupreus och primaten Lepilemur mustelinus.
Ordet härstammar från latinets caecus, som betyder "blind", och det grekiska efterledet trophia, av trophē (τροφή), som betyder "näring". Kaninuppfödare och liknande kallar ibland denna form av avföring för "druvbajs", "blindtarmsavföring" eller "nattavföring".